# Consulado de Comerciantes de México
El Consulado de México fue el ente comercial que monopolizó el control del comercio interior y exterior del virreinato de la Nueva España

## Antecedentes
En la Edad Media se crearon los primeros consulados de mercaderes, cuya función básica consistía en vigilar la aplicación de las leyes y códigos comerciales en primera instancia, a través de un cuerpo colegiado que era elegido o nombrado por los propios miembros del ramo mercarte, en muchas ocasiones estos se combinaron con los gremios de marinos, ya que el comercio exterior se realizaba principalmente por medios fluviales o marítimos.
Iniciados a partir del siglo XII en las ciudades italianas de Pisa y Génova, el modelo fue repetido en varias ciudades del Mediterráneo, llegando a España a través de la Corona de Aragón gracias a la expansión comercial aragonesa por el Mediterráneo. A mediados del siglo XIII se creó en Barcelona la Universidad de los Prohombres de Ribera, sociedad integrada por los gremios de comerciantes y constructores navales, que más adelante plasmarían sus ordenanzas en el Llibre de consulat de mar. Este primer consulado defendía los intereses de los comerciantes catalanes, valencianos y mallorquines por medio de representantes comerciales o cónsules en los puertos extranjeros.

## Fundación
Afirmado el dominio español en el continente americano, se procedió a organizar los territorios. Para el aspecto comercial se crearon los Consulados de Comercio, siendo el primero de ellos el formado en la ciudad española de Sevilla en 1543, con el cual se controlaría el comercio entre España y todos sus territorios externos. En el caso americano se fundaron los de Lima en 1613 y poco antes el de México en 1592.
Este último se creó sobre la base de una petición de los comerciantes españoles que residían en la Ciudad de México, a donde debían transportar sus mercancías para luego exportarlas a Europa vía el puerto de Veracruz. Es así como el 9 de diciembre de 1593 por Cédula Real se les concede formarse en un consulado bajo el modelo de los consulados de Burgos y Sevilla y con el nombre legal de:
Universidad de los mercaderes de la ciudad de México en Nueva España, y sus provincias del nuevo reino de Galicia, Nueva Vizcaya, Guatemala y Yucatán y Soconusco y los reinos de Cartagena, Perú e Islas Filipinas.
Aunque como se dijo luego en 1613 Cartagena y Perú formaron un nuevo consulado, bajo este modelo se organizaron bajo como un cuerpo colegiado, con una directiva electa de forma directa por sus miembros, la directiva estaba formada por:
- Un Prior o principal, quien encabezaba y representaba al organismo.[3][2]

- Dos Cónsules, llamados primero y segundo, quienes llevaban en común los juicios y negociaciones.[3]

- Varios Consiliarios, que variaron en número desde seis hasta veinte según se necesitara y cuyo acometido era llevar a cabo los trabajos administrativos del consulado, además de ser en forma regular consultados en los conflictos mercantiles.[3]

- Varios Tenientes, cada uno de los anteriores tenía un ayudante o suplente llamado teniente.[3]

Cada uno de estos eran electos cada año por mitad, por lo que un cargo duraba dos años.
Formado el cuerpo empezaron a controlar en forma monopolística junto con el de Sevilla el comercio entre la Nueva España y Europa, para lo cual podían recurrir a la fuerza pública del reino, excluir a los comerciantes que no demostraran cierta capacidad económica básica y pasaran una especie de examen sobre las leyes que le eran propias al gremio.

## Funcionamiento

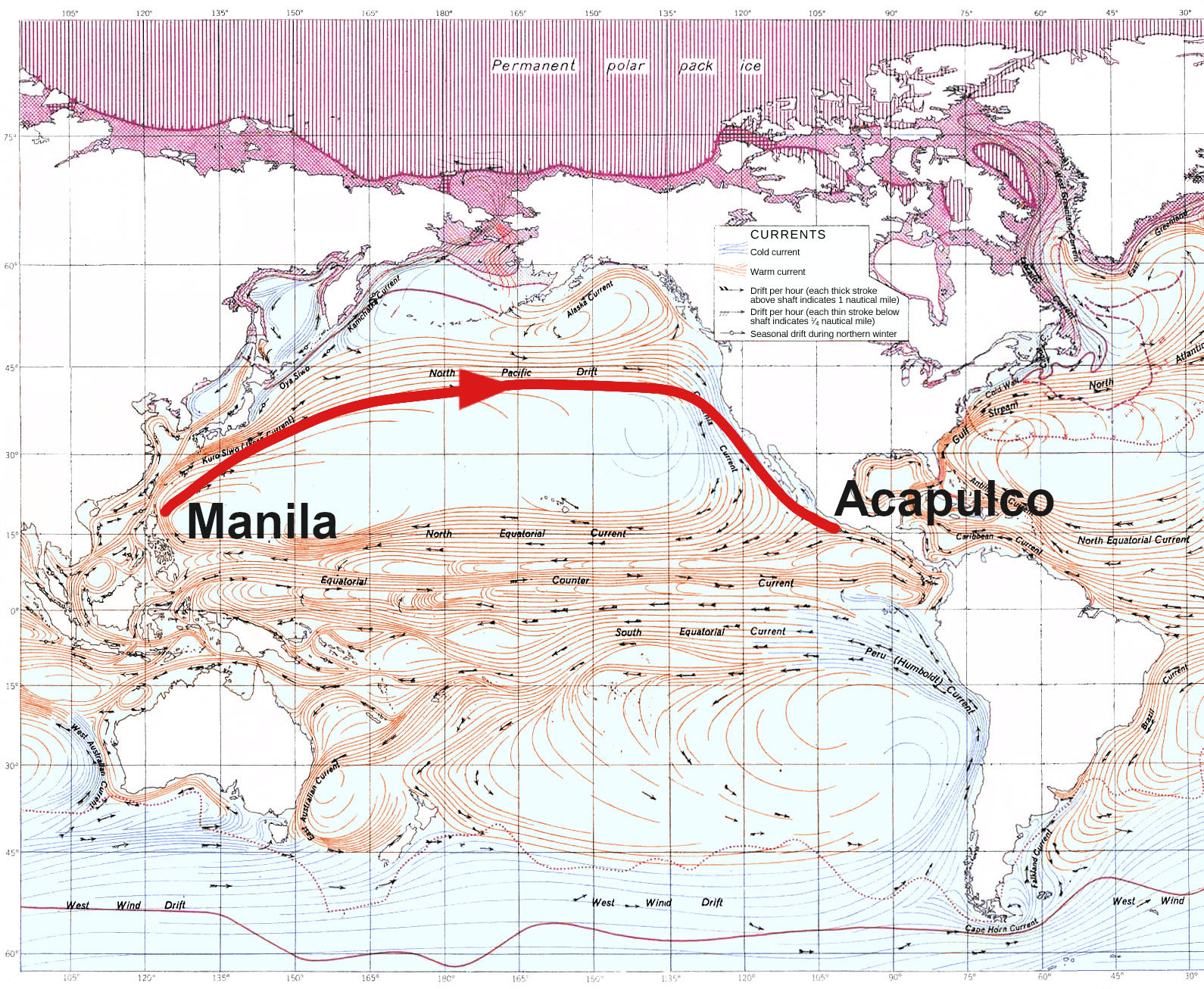
El tornaviaje establecido por Andrés Urdaneta, fue la ruta de la Nao de China durante toda su existencia

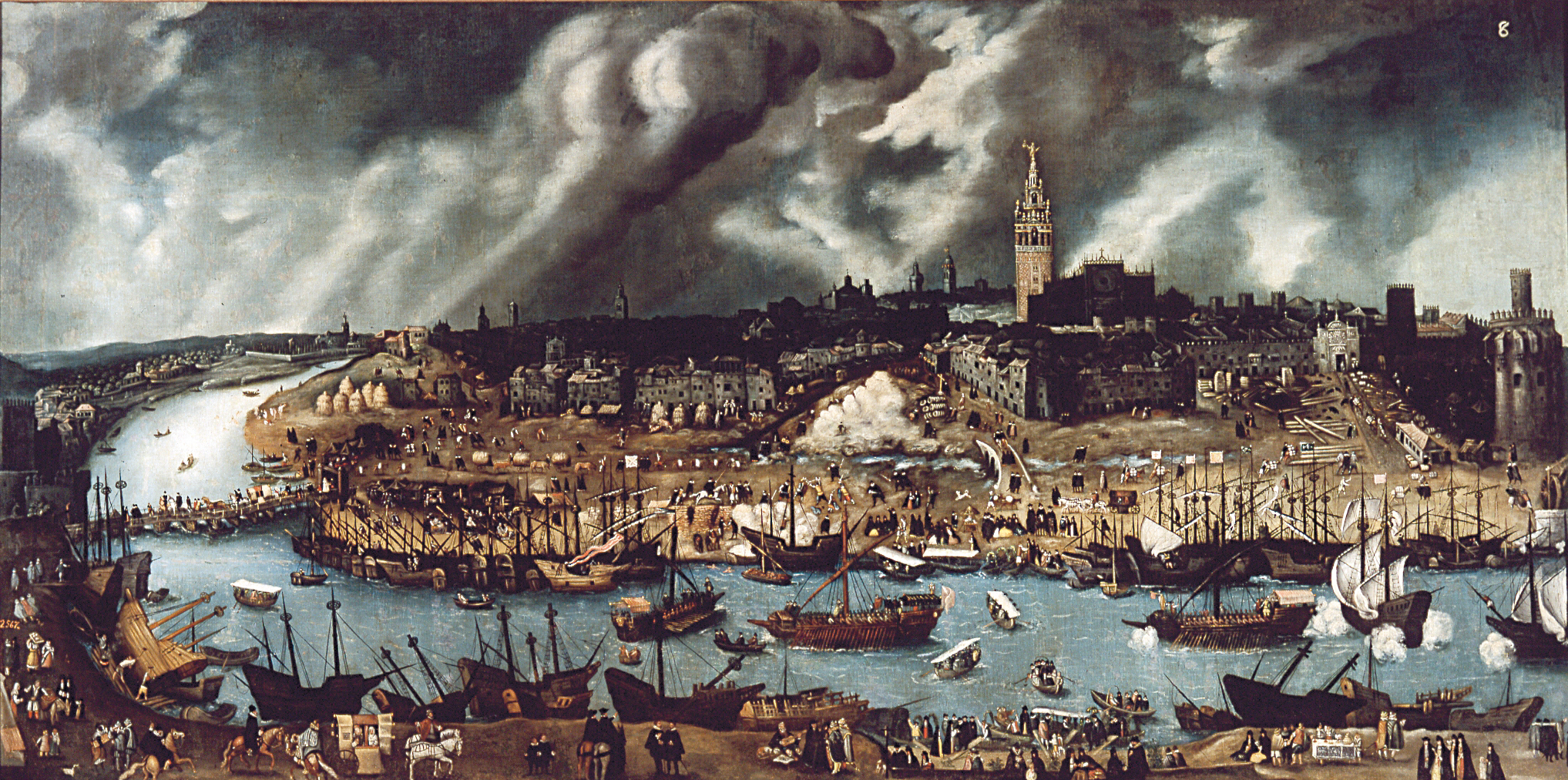
La Flota de las Indias servía a los comerciantes para transportar artículos de Sevilla a América

El Funcionamiento del Consulado era simple, en el caso del comercio exterior, los únicos lugares donde podían comerciar los agremiados de México eran los puertos de Manila y Sevilla, controlados por consulados a su vez, en el comercio simple y diario, una persona podía comerciar directamente en estos o por medio de un representante legalmente nombrado, el cual podía tener contrato con varios comerciantes, se comerciaba solo con los miembros del consulado del lugar, terminadas las transacciones, el pago se hacía en efectivo con moneda resellada, en diversas formas siempre se prohibió el intercambio en especie, en especial en polvo de oro y cartas de crédito ya que eran fácilmente falsificables.
Luego el comerciante o representante debía comprar el flete para sus mercaderías, con las dos flotas que tenían permitido ese trabajo, la Flota de Filipinas (conocida mejor como la Nao de China) para la ruta Manila – San Francisco – Acapulco, o la Flota de Indias para la ruta Veracruz – Habana - Canarias – Sevilla. El pago en este caso se podía hacer en especie y se embarcaba como parte del tesoro real, por lo que estaba libre de alcabalas e impuestos.
En tierra firme como eran las rutas Acapulco – México y México – Veracruz, el transporte se hacía por medio de recuas los cuales eran una especie de caravanas, formadas por cientos de animales y decenas de hombres que las controlaban y vigilaban, estos debían estar autorizados para realizar el transporte ya que al paso por las poblaciones se debía pagar un impuesto por la carga (llamado alcabala), lo cual debía estar bien calculado dentro de los costos, llegado a destino el arriero debía entregar la mercancía al destinatario sobre la base de una carta llamada guía de derrota o derrotero, la cual contenía la lista completa de los artículos.
Es así como la mercancía llegaba a los mercados de los Consulados, que recibían el nombre de Parián, en estos parianes los comerciantes podían vender al menudeo o mayoreo sus mercancías, sin restricciones en el valor agregado a su mercancía, lo que en muchas ocasiones se negociaba entre ellos para mantener altos los precios. Es desde estos parianes que salían las mercancías a otras partes del reino, en el caso de México, el Parián de la Ciudad de México, se encontraba construido en la mitad sur de la actual Plaza de la Constitución de la Ciudad de México, desde ella se enviaban las mercaderías a otras partes del virreinato, al norte por medio del Camino Real de Tierra Adentro, al sur por medio de Acapulco de donde eran embarcadas las mercancías a Chiapas y Centroamérica, por razones de monopolio el comercio entre los diferentes virreinatos de América, estuvo estrictamente controlado por lo que no se podía enviar nada a Sudamérica.

## Funcionamiento diario

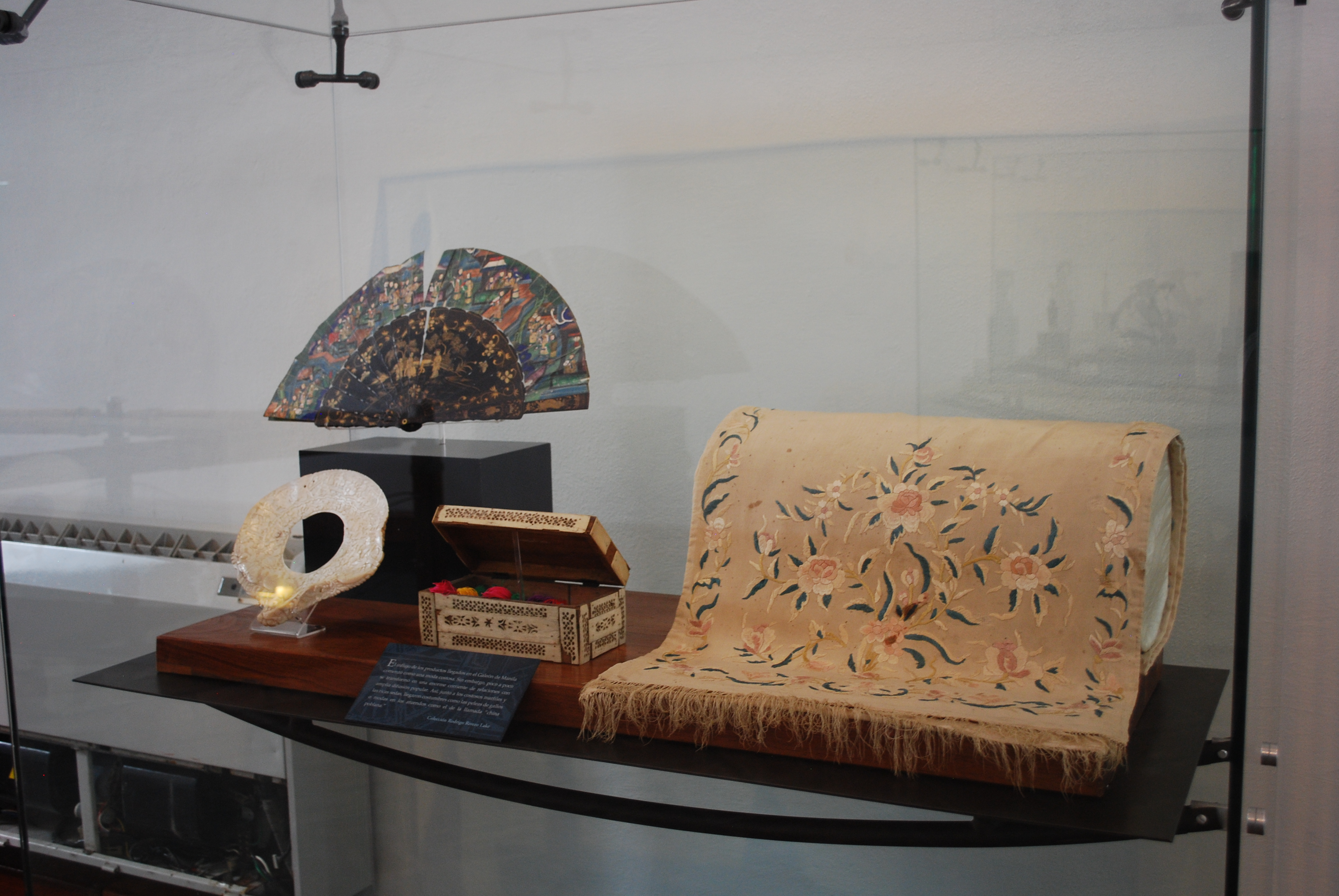
Artículos que iban de Oriente a Occidente en la Nao de China

En la vida diaria se cometían muchas irregularidades, cuya solución estaba en primera instancia en el tribunal del consulado, a este llegaban casos tan típicos como la falta de pago y el manejo inadecuado de mercancías frágiles, otros más especializados eran los concernientes al uso de cartas de crédito o moneda falsificadas o alteradas, la reclamación de mercancía siniestrada ya sea en un naufragio o en las aduanas, las cuales en caso de no ser reclamadas luego de un tiempo se ponían a subasta pública, teniendo como beneficiario el virreinato.
Un caso más especializado era el pago de multas por la realización de comercio ilegal, como era el caso de las casas sevillanas que servían de prestanombres a comerciantes ingleses, por no mencionar a las casas de México que sirvieron a casas comerciales inglesas, francesas y estadounidenses.
Es de hacer notar que el comercio se restringía en el caso de los productos que competían libremente con el comercio proveniente de España y el comercio de cosas suntuarias; en el primer caso se incluía el mercurio necesario para la minería, las telas y ropas finas, las cuales como en el caso de la seda, debían ser llevadas primero a España para luego ser devueltas a Nueva España, ya sea en bruto o como prendas de vestir.
En el caso de mercancías comunes como harina, verduras y carnes el comercio no fue tan restringido, al grado que la misma Veracruz comerciaba con los harineros estadounidenses y británicos para hacerse de la harina necesaria para los bizcochos que se embarcaban como ración en las naves de la Flota de Indias.

## Armas
El consulado de México tuvo como la imagen de la Concepción de la Virgen María y las llagas de San Francisco.